# Prokletý ostrov (film)
Prokletý ostrov (v anglickém originále Shutter Island) je americký filmový psychologický thriller režiséra Martina Scorseseho z roku 2010 natočený podle stejnojmenné knihy Dennise Lehanea. Leonardo DiCaprio ve filmu coby šerif Edward "Teddy" Daniels vyšetřuje zmizení pacientky psychiatrické léčebny na Prokletém ostrově.

## Děj
Americký šerif Edward "Teddy" Daniels přichází se svým novým partnerem Chuckem Aulem v roce 1954 do léčebny pro šílené kriminálníky Ashecliffe na Prokletém ostrově v Boston Harbor. Vyšetřují zmizení Rachel Solandové, pacientky, která zřejmě zmizela ze zamčené místnosti a zanechala poznámku se slovy:
PRAVIDLO 4
KDO JE 67?

Dr. John Cawley, hlavní psychiatr, vysvětluje, že se Rachel do léčebny dostala poté, co utopila své tři děti. Od té doby ale odmítá přijmout realitu, že je v psychiatrické léčebně.
Během pátrání po Rachel si Teddy všimne majáku, ale je mu řečeno, že ten již byl prohledán. Požádá o nahlédnutí do osobních spisů, což Cawley odmítne, ale nabídne šerifům výslech zaměstnanců. Vyšetřovatelé jsou zaskočeni tím, že Rachelin psychiatr Dr. Sheehan po jejím zmizení odjel na dovolenou. V noci má Teddy sen, ve kterém vidí svou manželku Dolores Chanalovou, která zemřela při požáru před pěti lety. Dolores Teddymu řekne, že Rachel je stále na ostrově, stejně jako Andrew Laeddis, žhář odpovědný za její vlastní smrt. Teddy potom usuzuje, že 67 z Racheliny poznámky je Laeddis, který má být údajně neexistujícím šedesátým sedmým pacientem léčebny.
Ráno vyšetřovatelé vyslýchají ostatní pacienty z Racheliny skupinové terapie. Jedna z nich rozptýlí Chucka a poradí Teddymu, aby utekl. Teddy později Chuckovi odhalí motiv, proč se rozhodl ujmout tohoto vyšetřování. Andrew Laeddis byl poslán za svůj zločin do Ashcliffeu a pak zmizel, což přivedlo Teddyho, aby instituci prověřil. Setkal se s bývalým pacientem Georgem Noycem, který tvrdil, že v Ashcliffeu provádějí experimenty na pacientech. Teddy je odhodlán instituci zničit.
Cawley informuje Teddyho, že Rachel byla objevena a představí mu ji. Pomatená Rachel si Teddyho splete se svým manželem, který zemřel ve druhé světové válce a začne být velmi rozrušená. Teddy potom začne mít velmi intenzivní migrénu a zároveň je přehnaně citlivý na světlo. Ve spánku má další podivné sny, které jsou následovány halucinacemi po probuzení. Teddy se nyní rozhodne pátrat po Laeddisovi v bloku C, kde jsou uvězněni nejnebezpečnější pacienti. Tam nalezne Noyce, který se bojí toho, že bude odveden do majáku, kde lékaři provádějí lobotomie, a prozradí Teddymu, že celé vyšetřování je na něj nastražená hra.
Teddy se vrátí k Chuckovi a společně se vydají k útesům, které obklopují ostrov, a chtějí se dostat do majáku. Chuck prohlásí, že pokračování je příliš nebezpečné, a tak jde Teddy do majáku sám. Nemůže se tam ale dostat a když se vrátí, Chuck je pryč. Teddy ho hledá na úpatí útesu a při tom najde ženu, která se skrývá v jeskyni. Ta potvrdí Teddyho podezření, když řekne, že je skutečná Rachel Solandová. Tvrdí, že pracovala jako psychiatrička v Ashcliffeu, dokud nepřišla na experimenty, které tam provádějí. Byla přinucena k mlčení. Solandová mu řekla, že léčebna používá psychotropní léky, aby tak mohla ovládat mysl a vytvořila tak "spící špióny". Řekne, že Teddymu jsou od jeho příjezdu na ostrov rovněž podsouvány drogy.
Teddy se pak vrátí do Ashcliffeu, kde mu Cawley řekne, že přijel na ostrov bez partnera - zdá se, že nikdo Chucka nezná. Teddy se pak vydá do majáku. Po cestě po schodech nenajde nic neobvyklého. Na vrchu majáku potká doktora Cawleyho, který mu prozradí, že Teddy není Edward Daniels, ale bývalý šerif Andrew Laeddis. Tvrdí, že je uvězněn v Ashcliffeu již dva roky od doby, co zavraždil v záchvatu vzteku svou maniodepresivní manželku poté, co utopila jejich děti. Cawley mu vysvětlí, že Rachel Solandová nikdy neexistovala, ani jako pacientka, ani jako psychiatrička. Potom přijde "Chuck" a představí se jako Dr. Sheehan, Andrewův psychiatr. Ukáže se, že žena, která byla pacientkou Solandovou, byla ve skutečnosti zdravotní sestra. Sheehan a Cawley prohlásí, že Andrew žije ve fantazii, kde je stále aktivním šerifem, který pátrá po Andrewu Laeddisovi, což je znakem toho, že se chce oddělit od toho, co spáchal. Lékaři mu ukážou, že "Edward Daniels" a "Andrew Laeddis" jsou anagramy, stejně jako "Dolores Chanalová" a "Rachel Solandová", což je "Pravidlo 4" (jmen). Andrew Laeddis je tedy pacientem 67.
Cawley vysvětluje, že Andrew prošel opakovaně cykly, po kterých si uvědomil pravdu, pak se ale vždy vrátil do své fantazie a zranil mnoho sanitářů a dalších pacientů, což vedlo správní radu k tomu, že požadovala provedení lobotomie, což mělo na trvalo vyřešit Andrewův problém. Sheehan a Cawley se ale rozhodli provést experimentální terapii, která spočívala ve hře na Rachelino zmizení, založené na Andrewově fantazii. Doufali v to, že tak padne celá Andrewova konspirace, Andrew uvidí realitu a trvale se do ní vrátí, bude tedy vyléčen. Andrew vypadá na to, že přijal Sheehanovo a Cawleyho vysvětlení a obviňuje se z toho, že ignoroval Doloresino mentální onemocnění, což vedlo až k tomu, že utopila jejich děti. Poté, co Andrew prožije další migrénu, během které si vzpomene na traumatickou událost, kdy zemřely jeho děti a žena, omdlí.
Další ráno Andrew znovu nazve Sheehana Chuckem a mluví o odhalení toho, co se na ostrově děje, veřejnosti na pevnině. Sheehan pak dá Cawleymu znamení, že terapie selhala. Přicházejí sanitáři, kteří mají odvést Andrewa k lobotomickému zákroku. Andrew řekne Sheehanovi, že přemýšlí o tom, „co může bejt horší – umřít jako dobrej člověk, nebo žít jako zrůda“. Andrew pak vstane a v klidu se zřízenci odejde.

## Obsazení
| Leonardo DiCaprio    | Edward "Teddy" Daniels |
| Mark Ruffalo         | Chuck Aule             |
| Ben Kingsley         | Dr. John Cawley        |
| Michelle Williamsová | Dolores Chanalová      |
| Emily Mortimer       | Rachel Solandová       |
| Max von Sydow        | Dr. Jeremiah Naehring  |
| Jackie Earle Haley   | George Noyce           |
| Ted Levine           | správce                |
| John Carroll Lynch   | zástupce správce       |
| Elias Koteas         | Andrew Laeddis         |
| Patricia Clarkson    | Dr. Rachel Solandová   |

## Výroba
Filmová práva na celovečerní film podle Lehaneovy knihy koupila již v roce 2003 Columbia Pictures, ale práva pak propadla znovu autorovi. Lehaneovi zástupci potom práva prodali společnosti Phoenix Pictures, která najala scenáristku Laetu Kalogridis, aby převedla knihu do filmového scénáře. Projekt byl vyvíjen rok. Do října 2007 se projekt dostal do koprodukce studií Columbia Pictures a Paramount Pictures. Jak režisér Martin Scorsese, tak herec Leonardo DiCaprio, kteří spolupracovali již na třech filmech, chtěli, aby se Prokletý ostrov stal jejich dalším společným snímkem. Kvůli natáčení byly prozkoumány lokace v Massachusetts, Connecticutu a Novém Skotsku a natáčení začalo 6. března 2008.
Natáčení scén s DiCapriovou postavou, bývalým vojákem, odehrávajících se během druhé světové války probíhalo v Tauntonu v Massachusetts. Scorsese použil pro nahrazení koncentračního tábora Dachau staré průmyslové budovy v Tauntonu. Další scény byly natočeny v nemocnici v Medfieldu v Massachusetts. Ostrovem, který reprezentoval filmový ostrov, se stal Peddocks Island a scény s majákem byly natočeny v Nahantu v Massachusetts. Natáčení skončilo 2. července 2008.

## Ohlas
Na základě 37 hodnocení kritiků získal snímek na serveru Metacritic skóre 63%. O něco lepšího hodnocení dosáhl snímek na serveru Rotten Tomatoes - 68% na základě 234 recenzí. Průměrné hodnocení filmu Prokletý ostrov uživateli ČSFD je 88%.
Po prvním víkendu po uvedení ve Spojených státech byl Prokletý ostrov nejúspěšnějším filmem se 41 miliony dolarů na tržbách. Stal se tak nejúspěšnějším Scorseseho filmem po prvním víkendu. Celkově film utržil přes 128 milionů dolarů v Severní Americe a více než 166 milionů na zahraničních trzích, což celkově dělá více než 294 milionů dolarů a stal se tak z pohledu tržeb nejúspěšnějším filmem Martina Scorseseho.